# يوسيف روتاريو
يوسيف روتاريو (بالرومانية: Iosif Rotariu)‏ (مواليد 27 سبتمبر 1962) هو لاعب كرة قدم. يلعب مع منتخب رومانيا لكرة القدم. سبق له أن لعب في كأس العالم لكرة القدم مع منتخب بلاده.

## روابط خارجية
- يوسيف روتاريو على موقع اتحاد تركيا (لاعب) (الإنجليزية)
- يوسيف روتاريو على موقع قاعدة بيانات كرة القدم.إي يو (الإنجليزية)
- يوسيف روتاريو على موقع ناشيونال فوتبول تيمز (الإنجليزية)
- يوسيف روتاريو على موقع عالم كرة القدم.نت (الإنجليزية)